# María Luisa Escobar

Maria Luisa Escobar, từ một ấn phẩm năm 1922.

María Luisa González Gragirena de Escobar (nhũ danh María Luisa González Gragirena; nổi tiếng về nghệ thuật theo tên vợ chồng bà María Luisa Escobar; cũng ghi như Maritza Graxirena; Valencia, 5 tháng 12 năm 1903 - Caracas, ngày 14 tháng 5 năm 1985) là một nhà nghiên cứu âm nhạc Venezuela, nghệ sĩ piano, nhà soạn nhạc, và nghệ sĩ biếm họa, người đã thành lập công ty Caracas Athenaeum vào năm 1931. María Luisa Escobar cũng từng là Chủ tịch Hội Chữ thập đỏ Venezuela (Valencia, 1921; Caracas, 1922 Lỗi23).

## Tuổi thơ và giáo dục
María Luisa González Gragirena là con gái của Henrique A. González và Maria Gragirena y Mijarez de González. Năm lên 5 tuổi, cô vào Colegio de Lộdes, nơi cô bắt đầu học piano. Một năm sau, cô sáng tác tác phẩm đầu tiên của mình có tựa đề "Blanca, la niña Angélica" (Blanca, cô gái Angélica). Năm 8 tuổi, María Luisa Escobar cùng cha mẹ đến Curaçao, Hà Lan Antilles vào trường Welgelegen Habaai nơi cô học tiếng Pháp và tiếng Anh ngoài piano, violin và sáng tác âm nhạc, kết thúc bằng tú tài năm 1917. Sau đó, cô chuyển đến Paris để tiếp tục học piano và sáng tác ngoài việc hát dưới sự dạy dỗ của Jean Roger-Ducasse, Arthur Honegger và Charles Koechlin.

## Sự nghiệp
Khi María Luisa Escobar trở lại Venezuela hai năm sau đó, cô đã sáng tác 16 tác phẩm sân khấu nhạc kịch, một sự hợp tác với nữ thi sĩ Olga Capriles, và nhạc sĩ kiêm nhà soạn nhạc Juan Vicente Lecuna. Năm 1918, cô kết hôn với Sói Federico của Đức và họ chuyển đến Puerto Cabello. Họ có ba đứa con, Waldemar, Irma và Ivan Wolf González, nhưng sau đó đã ly dị. Cô tiếp tục kết hôn với nghệ sĩ violin và nhà soạn nhạc Jose Antonio Escobar Saluzzo (1877-1970) tại Caracas. Với sự kết hợp này, cô có một đứa con trai khác, Toney Escobar González. Với Saluzzo, và nhạc sĩ / nhà soạn nhạc Pedro Antonio Ríos Reyna, ngoài các nghệ sĩ khác, cô đã khởi xướng nhóm nhạc cụ "Quintet Ávila" mà cô là một ca sĩ và người hòa âm. Vào ngày 11 tháng 7 năm 1928, María Luisa Escobar đã thu âm cho Victor Talking Machine Company trong một studio ở Caracas các tác phẩm của cô "Alondras", "Mar adentro", "Tu maldad" và "Ángel de mis sueños". Trong các bản ghi âm này, tên của cô được ghi là "Maritza Graxirena" để bảo vệ họ của người mẹ xứ Catalan của cô.
Để tôn vinh sự nghiệp của María Luisa Escobar là một nhà nghiên cứu, nhạc sĩ, ca sĩ và nhà soạn nhạc, cũng như cuộc chiến của cô để ủng hộ các tác giả và nhà soạn nhạc, María Luisa Escobar đã giành được giải thưởng âm nhạc quốc gia vào năm 1984, vài tháng trước khi bà qua đời năm 1985.

### Trích dẫn
1. ↑  "Maria Luisa Escobar" (bằng tiếng Tây Ban Nha). Universidad Centroccidental Lisandro Alvarado. Bản gốc lưu trữ ngày 16 tháng 11 năm 2016. Truy cập ngày 18 tháng 7 năm 2016.
2. 1 2  Martin & Cardozo 1940.
3. 1 2  Wolf, Carmen Cristina (ngày 27 tháng 8 năm 2008). "María Luisa Escobar. Crónicas (I)" (bằng tiếng Tây Ban Nha). Bản gốc lưu trữ ngày 4 tháng 6 năm 2013. Truy cập ngày 26 tháng 8 năm 2013.
4. ↑  "Grabaciones del Quinteto Ávila". Encyclopedic Discography of Victor Recordings. Truy cập ngày 25 tháng 8 năm 2013.
5. ↑  González Ubán, Arturo. "En honor a María Luisa Escobar" (bằng tiếng Tây Ban Nha). Bản gốc lưu trữ ngày 24 tháng 9 năm 2015. Truy cập ngày 25 tháng 8 năm 2013.